# يوزيف فاغو
يوزيف فاغو (بالمجرية: Vágó József)‏ (مواليد 30 يونيو 1906) هو لاعب كرة قدم. يلعب مع منتخب المجر لكرة القدم. سبق له أن لعب في كأس العالم لكرة القدم مع منتخب بلاده.

## روابط خارجية
- يوزيف فاغو على موقع الاتحاد الدولي (مؤرشف)  (الإنجليزية)
- يوزيف فاغو على موقع قاعدة بيانات كرة القدم.إي يو (الإنجليزية)
- يوزيف فاغو على موقع ناشيونال فوتبول تيمز (الإنجليزية)
- يوزيف فاغو على موقع Soccerway.com (الإنجليزية)
- يوزيف فاغو على موقع عالم كرة القدم.نت (الإنجليزية)